# Rupnagar (stad)
Rupnagar, vroeger Ropar of Rupar, is een nagar panchayat (plaats) in het district Rupnagar van de Indiase staat Punjab. 

## Demografie
Volgens de Indiase volkstelling van 2001 wonen er 48.165 mensen in Rupnagar, waarvan 53% mannelijk en 47% vrouwelijk is. De plaats heeft een alfabetiseringsgraad van 75%. 